# Anatoli Anatoljewitsch Durow

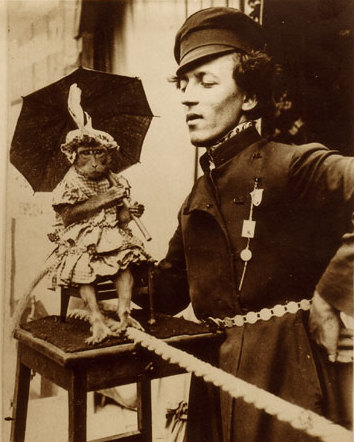
Anatoli Durow

Anatoli Anatoljewitsch Durow; andere Schreibvarianten Durov, Duroff, russisch Анатолий Анатольевич Дуров (* 26. Novemberjul. / 8. Dezember 1887greg. in Woronesch; † 19. November 1928 in Ischewsk) war einer der bekanntesten und talentiertesten Tiertrainer des 20. Jahrhunderts. Er entstammte einer Zirkusschauspielerfamilie, deren Rolle im Werden des russischen Zirkus nicht zu unterschätzen ist.

## Leben

### Durows Vorfahren
Anatolis Urgroßmutter Nadeschda Durowa war die erste Offizierin in der russischen Armee, die während des Krieges gegen Napoleon zum dekorierten Soldaten der russischen Kavallerie wurde. Seine Mutter Teresa Durowa, geb. Stadler, war eine begabte Zirkusreiterin deutscher Abstammung und Inhaberin des Bayerischen Zirkus. Während der langen und erfolgreichen Touren fand sie in Russland ihre Heimat. Sein Vater Anatoli Leonidowitsch Durow wurde in einer alten adeligen Familie geboren, musste sich aber wegen des Wanderlebens seiner Zirkustruppe von der Familie trennen. Anatoli war guter Akrobat, Zauberkünstler und Vorleser. Anatoli (Sen.) und Wladimir Leonidowitsch Durow waren die ersten aus der Durow-Dynastie, die den Ruhm als Zirkusschauspieler gewonnen haben.

### Karriere
1914 machte Anatoli Junior sein Zirkusdebüt im Zirkus der Gebrüder Nikitins in der russischen Stadt Rjasan. Der echte Ruhm kam aber erst nach der Oktoberrevolution 1917. Anatoli Durow der Jüngste trat mit einer großen Tiergruppe auf. 1921 ging er mit seinen Gastspielen ins Ausland. In Serbien trat er in der Stadt Subotica in der Variete-Show Alhambra auf; in der Stadt Zagreb in einer Konzerthalle, in der Stadt Sarajewo – im Wintergarten. Im November 1921 unterschrieb er Verträge für seine Auftritte in den Städten Graz und Wien, Österreich, mit dem internationalen Zirkus Orpheus für 500.000 Kronen plus Reisekosten.
1922 bis 1923 bereiste er Italien mit Gastspielen in Rom, Mailand, Padua (Padova), Genua (Genova), Bari, Venedig, Bologna, Treviso, Adria (Atria) und anderen Orten. Die italienische Königin Elena bat Anatoli Anatolievich Durow, eine private Vorstellung auf ihrer königlichen Villa zu geben. Sein abgerichteter Hund Petit wohnte drei Tage im Palais der Königin. Königin Elena schenkte ihm ein goldenes Zigarrenetui und Danksagungsschreiben.

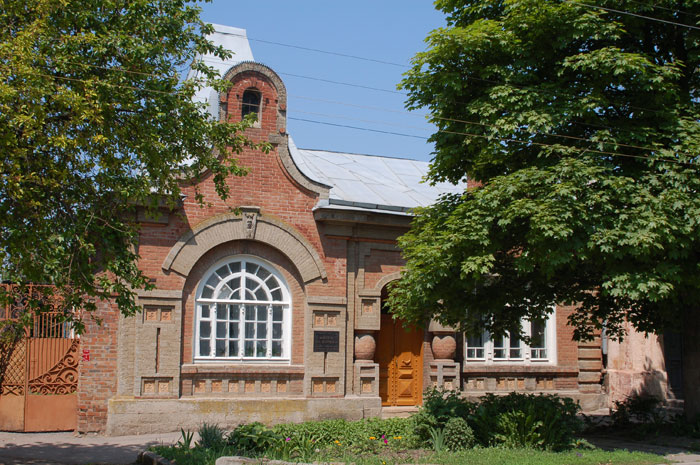
Durow-Museum in Taganrog

Nach seinen Touren durch Europa und USA kehrte Anatoli Durow nach Sowjetrussland zurück, wo er das international anerkannte Auftrittsprogramm erarbeitete. Später ließ er sich in der südrussischen Stadt Taganrog (1926) nieder, wo er das Taganroger Tiertheater von Anatolij Durow gründete.
Anatoli Durow starb relativ jung 1928. Seine Neffen Wladimir Grigorjewitsch Durow (1909–1972) und Juri Wladimirowitsch Durow (1909–1971) setzten seine Tradition fort. Beide wurden Volkskünstler der UdSSR. Z. Zt. leitet Juri Jurjewitsch Durow (geboren am 11. Oktober 1954), Juris Sohn, das Durow-Theater in Moskau.